# Bill May
Bill May, född 18 januari 1979, är en amerikansk konstsimmare. Han är den förste manlige konstsimmaren som vunnit guldmedalj vid ett VM i simsport. Detta möjliggjordes när FINA under 2014 beslutade att låta manliga konstsimmare delta i VM för första gången.
I november 2023 vid panamerikanska spelen i Santiago var May en del av USA:s lag som tog silver i lagtävlingen. I februari 2024 vid VM i Doha var han en del av USA:s lag som tog brons i det akrobatiska lagprogrammet.

### Fotnoter
1. ↑  läs online, omegatiming.com .[källa från Wikidata]
2. ↑  Bill May and Christina Jones (USA) won the first mixed duet gold in history Arkiverad 24 september 2015 hämtat från the Wayback Machine. (engelska)
3. ↑  FINA - PR 99 - FINA Extraordinary Congress - Doha 2014 Arkiverad 7 oktober 2015 hämtat från the Wayback Machine. (engelska)
4. ↑  FINA to introduce mixed gender events in diving and synchronised swimming (engelska)
5. ↑  ”USA Collects Double Silver Medals at the 2023 Pan American Games”. usaartisticswim.org. 3 november 2023. https://www.usaartisticswim.org/news/2023/november/03/usa-collects-double-silver-medals-at-2023-pan-american-games. Läst 13 mars 2024.
6. ↑  ”2024 World Aquatics Championships – Team acrobatic routine” (PDF). omegatiming.com. https://www.omegatiming.com/File/000118030003300406FFFFFFFFFFFF01.pdf. Läst 4 februari 2024.